# Bisdom La Dorada-Guaduas
Het bisdom La Dorada-Guaduas (Latijn: Dioecesis Aureatensis-Guaduensis) is een rooms-katholiek bisdom met als zetels La Dorada en Guaduas, in Colombia. Het bisdom is suffragaan aan het aartsbisdom Manizales. 

## Geschiedenis
Het bisdom werd opgericht op 29 maart 1984, uit delen van de bisdommen Barrancabermeja en Facatativá, en het aartsbisdom Manizales. 

## Parochies
Het bisdom had in 2021 een oppervlakte van 8.040 km2 en telde 400.000 inwoners waarvan 86,4% rooms-katholiek was.

## Bisschoppen
- Fabio Betancur Tirado (29 maart 1984 - 15 oktober 1996)
- Oscar Aníbal Salazar Gómez (5 juni 1999 - 13 januari 2019)
- Hency Martínez Vargas (13 januari 2019 - heden)

## Galerij van afbeeldingen

Wapen van het bisdom La Dorada-Guaduas
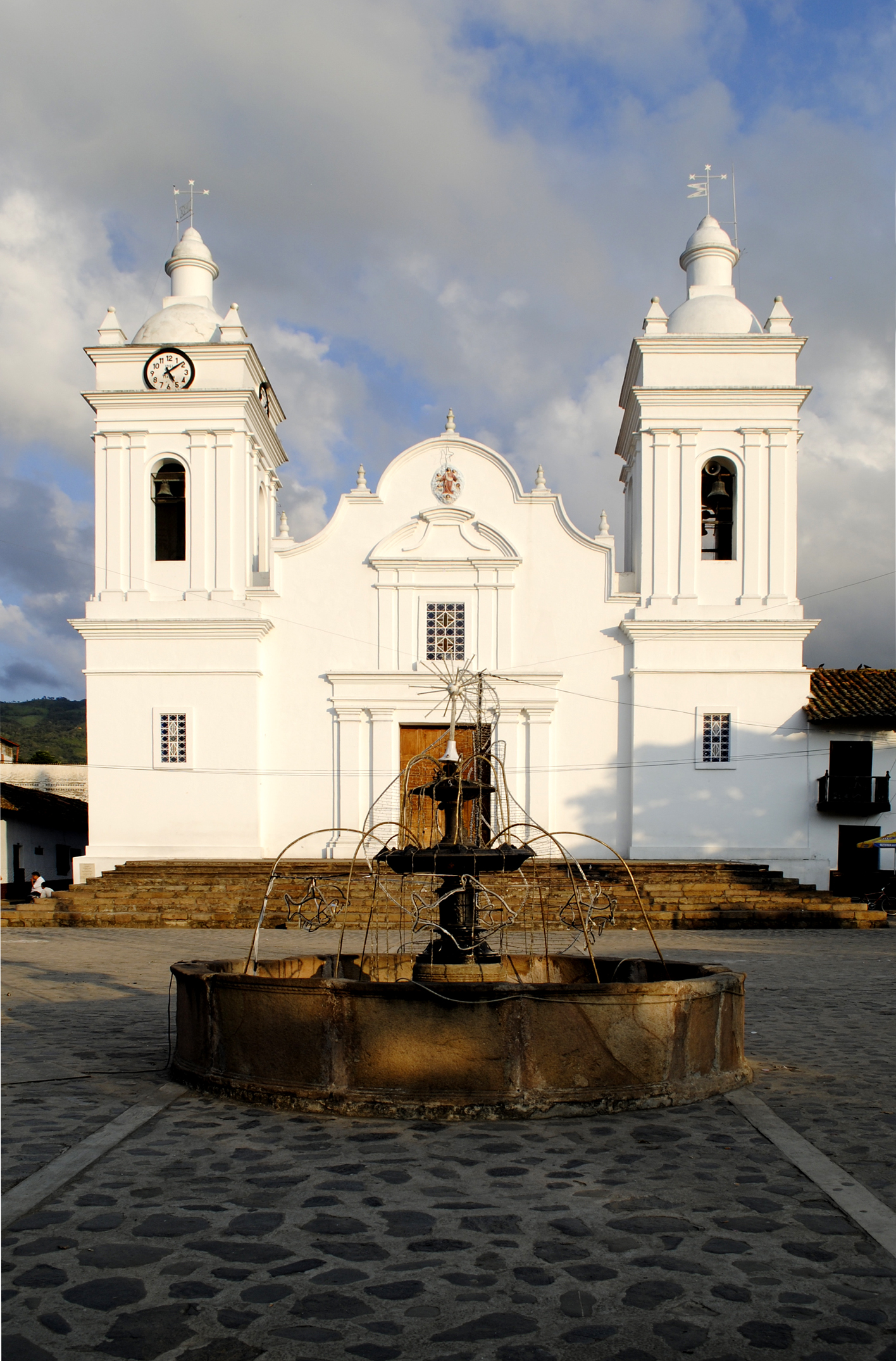
Cokathedraal van Guaduas

Manizales (aartsbisdom) · Armenia · La Dorada-Guaduas · Pereira